# Achlatjan

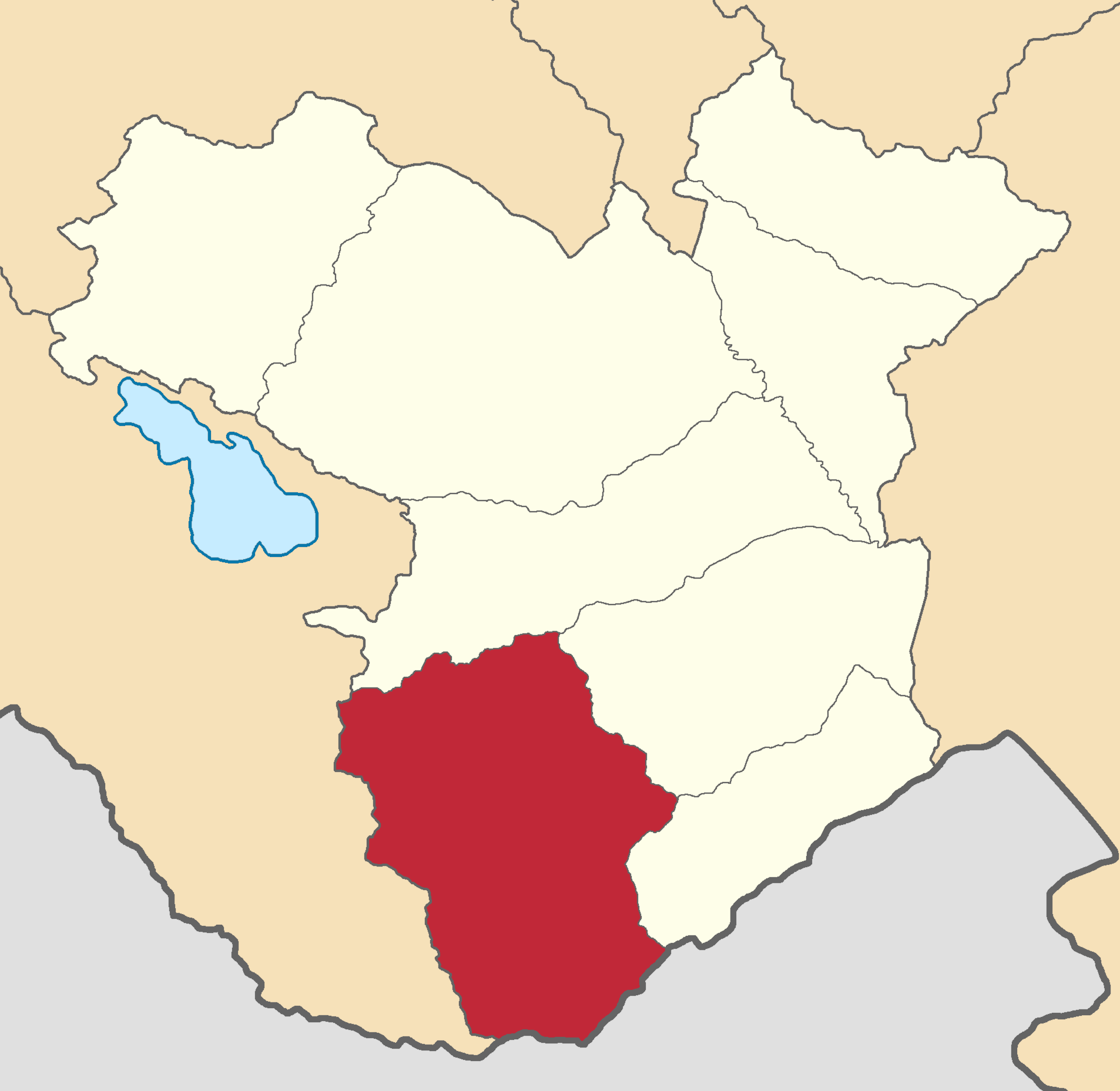
De provincie Zangezur van het Gouvernement Jelizavetpol (Elizavetpol)

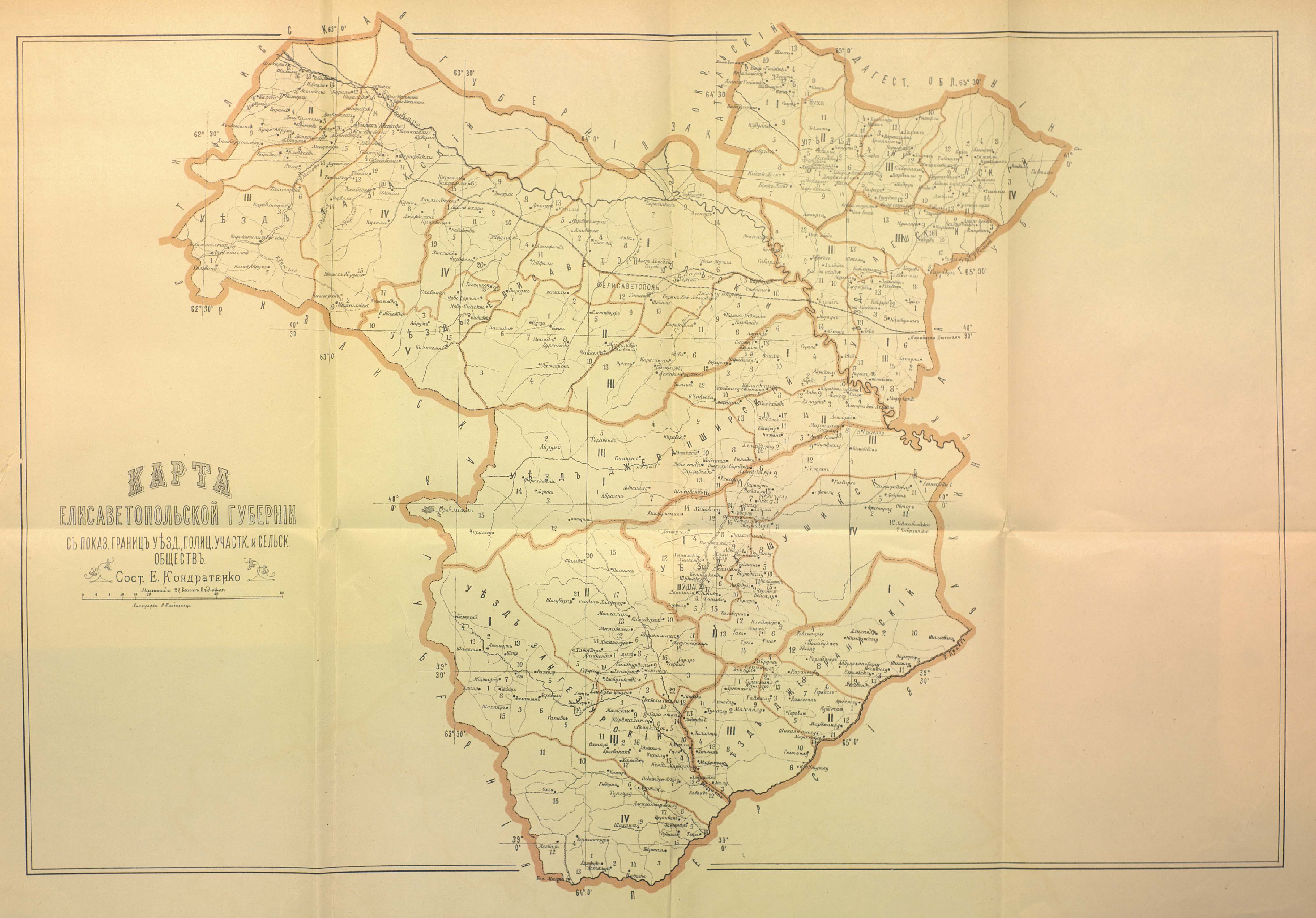
Het Gouvernement Jelizavetpol (Elizavetpol) in 1902

Achlatjan (Akhlatyan of Axlatyan) (Armeens: Ախլաթյան) is een plaats in de Sisian gemeenschap in de marzer (provincie) Sjoenik (Syunik) in Armenië. Achlatjan ligt hemelsbreed 153 kilometer van de hoofdstad van Armenië, Jerevan en ongeveer 8 km ten zuiden van de stad Sisian. Het ligt op de rechteroever van de rivier de Ayri (Airiget), een zijrivier van de rivier de Sisian, die in de Vorotan uitkomt. In 2011 wonen er 535 mensen, die zich bezig houden met veeteelt, akkerbouw, tabaksteelt, tuinbouw, groenteteelt en bijenteelt.

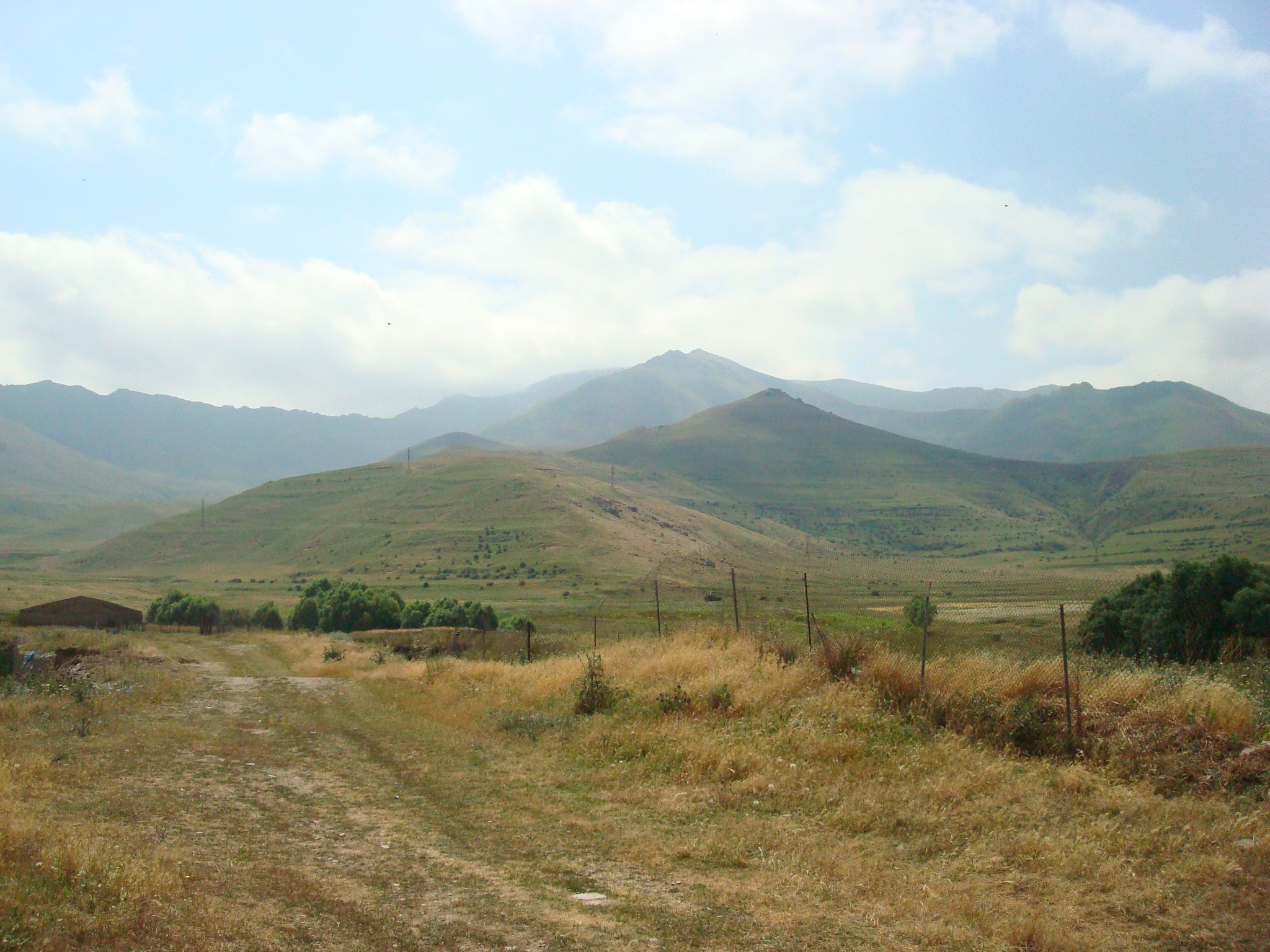
Panorama van Achlatjan

## Geschiedenis
Historisch gezien was de marzer Sjoenik een van de vijftien staten van het oude koninkrijk Groot Armenië.

In de tijd van het Keizerrijk Rusland lag Achlatjan in de provincie Zangezur van het Gouvernement Jelizavetpol (Elizavetpol), wat daarna een deel van Azerbeidzjan werd. Van 1917 tot 1936 lag Achlatjan in de regio Sisian (Zangezur), een gebied dat omstreden werd door Turkije, Armenië, Azerbeidzjan en de RSFR. Van 1936 tot 1991 waren de Sovjetjaren en maakte de plaats deel uit van de provincie Zangezur van de Armeense SSR. Sinds 1995 ligt Achlatjan in de marzer Sjoenik van de Republiek Armenië.

## Aardbeving
Door de aardbeving van 27 april 1931 in Zangezur werd Akhlatyan volledig verwoest, waarbij meer dan 100 mensen om het leven kwamen. De bewoners verhuisden en stichtten, 300-400 meter noordelijker, een nieuw dorp.

## Demografie
Volgens de volkstelling van 2011 had Achlatjan 535 inwoners. Het dorp is altijd bewoond geweest door Armeniërs.
| Jaar                                              | 1831 | 1897 | 1926 | 1939 | 1959 | 1970 | 1979 | 2001 | 2004 | 2011 |
| ------------------------------------------------- | ---- | ---- | ---- | ---- | ---- | ---- | ---- | ---- | ---- | ---- |
| Aantal                                            | 97   | 1146 | 1103 | 790  | 515  | 557  | 495  | 588  | 621  | 535  |
| Verantwoording data: 1831-2001, volkstelling 2011 |      |      |      |      |      |      |      |      |      |      |

## Historische en culturele monumenten
Achlatjan heeft een verzameling van historische en culturele monumenten. Er waren in 2002 32 monumenten (7 eenheden) opgenomen op de lijst met historische en culturele monumenten van het dorp. In de omgeving zijn er sporen van de ruïnes van nederzettingen.
Megalithische monumenten uit de bronstijd en een monumentale grafheuvel. In de resten van het oude dorp staat nog de gedeeltelijk verwoest Saint Sargis-kerk.